# Mystère pascal
 (octobre 2024).

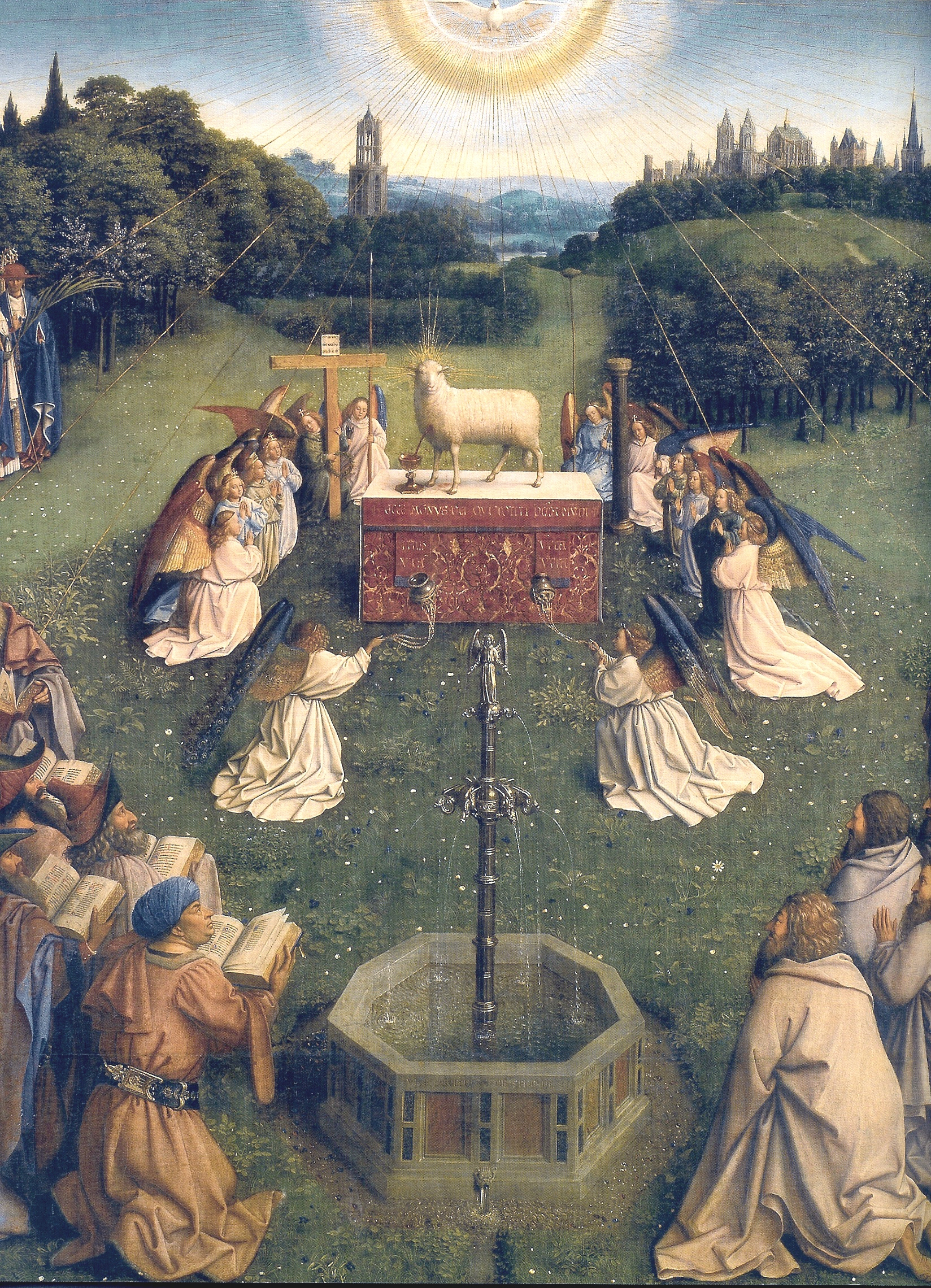
Adoration de l'Agneau (Jan van Eyck, Retable de Gand, XVe siècle)

Le mystère pascal est un dogme chrétien qui découle de la mort et de la Résurrection de Jésus-Christ pendant la nuit de Pâques. Le terme de mystère indique qu'il s'agit d'une connaissance qui dépasse l'entendement humain mais dont une compréhension partielle et progressive est offerte par Dieu. Ce dogme est le point central de la foi chrétienne car il affirme l'humanité et la divinité de Jésus-Christ.

## Énoncé du dogme

### La mort et la Résurrection de Jésus-Christ
Le mystère pascal affirme que Jésus-Christ est mort et ressuscité. Ce mystère se compose de trois temps :
- Jésus rend l'esprit sur la croix
- Il descend dans le Shéol, conception hébraïque de l'enfer
- Il ressuscite le troisième jour et apparait à ses disciples en différentes occasions

Le matin de la Résurrection est cité dans les quatre Évangiles, notamment :
- Apparition aux disciples (Jn, 19-29)
- Apparition au bord du lac de Tibériade (Jn 21, 1-23)
- Apparition aux deux disciples d'Emmaüs (Lc 24, 13-33)

### La résurrection des morts
Dans la théologie chrétienne, c'est la foi dans le mystère pascal qui permet la foi dans la résurrection de tout être humain. Si le Christ est mort et ressuscité, c'est pour permettre à tous les hommes de faire de même. Comme le rappelle le concile Vatican II, « Associé au mystère pascal, devenant conforme au Christ dans la mort, fortifié par l'espérance, [le croyant] va au-devant de la résurrection ». Pour un chrétien, la résurrection est possible grâce au mystère pascal, car c'est par l'union au Christ dans sa mort et sa résurrection qu'il peut entrer dans la vie éternelle.
Le concile a également affirmé que tous les hommes sont associés à ce mystère et donc à la résurrection même sans appartenir à la religion catholique, « l'Esprit-Saint offre à tous, d'une façon que Dieu connaît, la possibilité d'être associé au mystère pascal ».

## Élaboration du dogme
Dès les premiers siècles, les communautés chrétiennes ont mis en évidence l'importance de ce mystère dans la foi.

## Place dans la profession de foi

### Au sein du magistère
Citation du Catéchisme de l'Église catholique

## Place dans les sacrements de l’Église
Le mystère pascal est au cœur de la théologie sacramentelle. En effet, les sacrements de l'Église catholique s'appuient systématiquement sur ce mystère qui donne sens aux rites pratiqués.

### Le baptême
Dans son essence, le baptême est une entrée dans la mort et la Résurrection du Christ. Il s'agit pour le baptisé de faire l'expérience du mystère pascal.

### L'Eucharistie
Le mystère pascal est l'objet même de l'Eucharistie, la messe. À chaque célébration, les chrétiens sont invités à participer à ce mystère manifesté dans la transsubstantiation. C'est par le mystère pascal que le pain et le vin deviennent Corps et Sang du Christ. La prière eucharistique fait ainsi de nombreux rappels de la mort et de la Résurrection du Christ.

### Les autres sacrements
Dans la même logique que le baptême et l'Eucharistie, la place du mystère pascal est importante dans les autres sacrements car elle permet le passage d'un rite humain à une relation avec Dieu.